# Prince Avalanche
Prince Avalanche è un film del 2013 diretto da David Gordon Green, interpretato da Paul Rudd e Emile Hirsch.
Il film è un remake del film islandese Á Annan Veg.

## Trama
Nel 1988, dopo che il Texas è stato colpito da un devastante incendio che ha distrutto oltre 700.000 acri di boschi, due operai, Alvin e Lance, vengono assunti per ridipingere il manto stradale, lavoro che li terrà isolati e a contatto con la natura per oltre due mesi. Alvin, introverso e sognatore, porta con sé Lance, il fratello pigro e scapestrato della donna che ama. Tra questi due caratteri differenti nasce un'alchimia conflittuale, dando vita a simpatici battibecchi e scambi di battute. Mentre lavorano immersi nella natura più incontaminata, i due uomini impareranno a conoscersi e affrontare i propri limiti.

## Produzione
Rispetto al film originale, ambientato in Islanda, Prince Avalanche è stato girato in Texas, a Bastrop.

## Distribuzione
Il film è stato presentato in anteprima al Sundance Film Festival il 20 gennaio 2013

## Riconoscimenti
- 63º Festival di Berlino
  - Orso d'argento per il miglior regista.